# 蔡金樹事件
蔡金樹失蹤事件，是指台灣學者蔡金樹於2018年7月前往中华人民共和国福建省後即告失聯的事件。蔡金樹是繼李明哲、李孟居後，2019年短期內第三位獲中华人民共和国政府確認因涉嫌「從事危害國家安全的活動」遭扣查的台籍人士。

## 人物
蔡金樹（1959年－）為台灣嘉義東石人，國立中山大學政治研究所碩士、廈門大學台灣研究院區域經濟學博士。蔡長年往返兩岸，曾任高雄市兩岸關係研究學會理事長，現為南台灣兩岸關係協會聯合會主席。蔡與兩岸政商人士關係友好，並在平潭經營進出口貿易公司。

## 事件經過
蔡金樹于1990年代起从事两岸交流活动，人脉丰富。中国中央电视台宣稱，2013年，台湾军情局工作人員郭佳瑛伪装成蔡学妹与其联系，并为其成立的组织“南台湾两岸关系协会联合会”提供场地、注入资金，声称“只进行两岸交流”。2016年蔡英文上台后两岸关系趋冷，到台访问的大陆学者寥寥无几，于是郭佳瑛与蔡金樹合作建立了名为“鹰传媒”的电子媒体向大陆学者约稿，而此时协会和传媒实则变成了两人搜集大陆情报的平台。由于丧失平台主导权与收受大量贿赂，蔡金樹无法收手，不得不接受郭佳瑛布置的任务，明面上以“支持两岸统一”消除大陆涉台人员戒心，背地里向大陆学者、官员等套取内部信息，垂钓大陆学者使其参加平台论坛并向“鹰传媒”投稿，再由郭佳瑛将从投稿文章中得到的信息和各种情报整理汇总呈报给台湾军情局。蔡金樹先后向郭佳瑛介报大陆涉台工作人员50多人，收取间谍情报机关发放的经费500多万元新台币。
蔡金樹於2018年7月20日赴中國大陸福建省泉州市參加「兩岸食品交易會」，他在與會期間曾入住廈門某飯店，惟翌日退房後即音訊杳無。其親友於同年8月底向海基會陳情，海基會隨即去函海協會協尋，並透過管道多方查詢，唯未獲具體回覆。
2019年8月發生台灣屏東縣枋寮鄉鄉政顧問李孟居入境中國後遭押與外界失聯的事件。其後學者江岷欽在政論節目「少康戰情室」中談及李孟居因國安理由遭關押時，同時指出政治立場偏藍友中的蔡金樹自2018年也遭大陸當局羈押，又批評「兩岸關係開倒車，不分藍綠都人人自危」。
中國大陸國務院台灣事務辦公室發言人馬曉光在同月25日指，蔡金樹因涉嫌「從事危害國家安全的活動」，已於2018年7月被有關部門依法審查。而有關部門已通知蔡金樹的家屬，並不存在失聯的問題。11月13日，馬曉光在新闻发布会上表示，蔡金树从事涉嫌危害国家安全的活动，被大陆有关部门依法审查，有关部门严格依法办案，已经通知了其家属，并根据法律规定保障他们各项合法权利。蔡金树的案件已经进入审判程序。
2020年7月，蔡金树因间谍罪被判处四年有期徒刑。2023年出獄，但仍限制出境，並軟禁於鼓浪嶼。